# Lepidepecreum garthi
Lepidepecreum garthi är en kräftdjursart som beskrevs av Hurley 1963. Lepidepecreum garthi ingår i släktet Lepidepecreum och familjen Lysianassidae. Inga underarter finns listade i Catalogue of Life.